# Великонемковский сельсовет
Великонемковский сельсовет (белор. Вяліканямкоўскі сельсавет) — административная единица на территории Ветковского района Гомельской области Республики Беларусь. Административный центр — агрогородок Великие Немки.

## Состав
Великонемковский сельсовет включает 6 населённых пунктов:
- Антоновка — деревня
- Великие Немки — агрогородок
- Даринполье — посёлок
- Казацкие Болсуны — деревня
- Новое Залядье — посёлок
- Победа — деревня

Упразднённые населённые пункты:
- Новомихайловка — посёлок